# Puig Servós
El Puig Servós és una muntanya de 409 metres que es troba entre els municipis de Begues, a la comarca del Baix Llobregat i d'Olivella, a la comarca del Garraf.